# Australoonops
Australoonops is een monotypisch geslacht van spinnen uit de  familie van de Oonopidae (dwergcelspinnen).

## Soort
- Australoonops granulatus Hewitt, 1915